# 美森青
美森 青（みもり あお、10月22日 - ）は、日本の漫画家。血液型O型。デビュー作は『てをつなごう』。代表作はドラマCDも制作された『B.O.D.Y.』。小藤まつ・広瀬なつめと親交がある
「抱きしめて ついでにキスも」は、「みんなが選ぶ!!電子コミック大賞2020」女性部門賞を受賞した。

## 作品リスト
全て集英社、マーガレットコミックスから刊行されている。
- そんなの恋じゃない（2000年2月25日発売[4]、ISBN 4-08-847187-3） 
  - なんでこんなにせつないんだろう（『デラックスマーガレット』2000年1月号）
  - そんなの恋じゃない（『ザ マーガレット』1999年8月号）
  - スイート ハート（『ザ マーガレット』1999年2月号）
  - 君はそこにいるだけでいい（『デラックスマーガレット』1998年7月号）
  - てをつなごう（『別マスペシャル』1998年お正月増刊号、デビュー作）
- あんたなんかいらない（2001年3月23日発売[5]、ISBN 4-08-847356-6） 
  - 君に向かって走る（『別冊マーガレット』2000年12月号）
  - あんたなんかいらない（『別冊マーガレット』2000年7月号）
  - かかってきなさい（『別冊マーガレット』2000年4月号）
  - 今もそんな君が好き（『別マスペシャル』1998年春の増刊号）
- 抱きしめたいよもっと（2002年4月25日発売[6]、『別冊マーガレット』2001年2月号 - 4月号、ISBN 4-08-847499-6、初連載作[7]。全1巻）
  - 愛なんてほんのちょっと（『デラックスマーガレット』2002年1月号）
- I LOVE YOU（2002年11月25日発売[8]、ISBN 4-08-847574-7）
  - I LOVE YOU（『デラックスマーガレット』2002年9月号）
  - 笑ってんじゃねえよ（『別冊マーガレット』2001年8月号 - 9月号）
  - 好きになっていいかな（『デラックスマーガレット』1999年1月号）
- 神様の言うとおり（2002年 - 2003年、全2巻）
  1. 2003年4月25日発売[9]、『別冊マーガレット』2002年11月号 - 2003年2月号、ISBN 4-08-847624-7
  2. 2003年9月25日発売[10]、『別冊マーガレット』2003年3月号 - 6月号、ISBN 4-08-847668-9
    - 番外編 神様のひとりごと（描きおろし）
- B.O.D.Y.（2003年 - 2009年、全15巻）
- シーイズマイン（2009年、全2巻）
- なにしてあそぶ？（2011年7月25日発売[11]、ISBN 978-4-08-846678-1）
  - なにしてあそぶ？（『別冊マーガレット』2009年3月号）
  - NCNR（ノークレーム ノーリターン）（『別冊マーガレットsister』2011年4月増刊号）
  - ボーイフレンド（『デラックスマーガレット』2010年3月号）
  - 好きで好きで（『別冊マーガレット』2003年8月号）
- color[12]（2011年 - 2012年、全2巻）
  1. 2012年3月23日発売[13]、『別冊マーガレット』2011年12月号[14] - 2012年2月号、ISBN 978-4-08-846758-0
    - color 前後編（『別冊マーガレット』2011年8月号[15] - 9月号）

  2. 2012年7月25日発売[16]、『別冊マーガレット』2012年3月号 - 6月号、ISBN 978-4-08-846805-1
    - color extra（『別冊マーガレット』2012年7月号）
- さよならできるかな（2013年5月24日発売[17]、ISBN 978-4-08-845054-4）
  - さよならできるかな（『別冊マーガレットsister』2013年1月増刊号）
  - 生徒のお手本（『デラックスマーガレット』2010年7月号）
  - 彼氏のお手本（『別冊マーガレットsister』2010年10月増刊号）
  - メイビーラブ[18]（『別冊マーガレット』2013年2月号）
- 彼と恋なんて[19]（2015年 - 2018年、全8巻）
  1. 2015年12月25日発売[20]、『Cocohana』2015年9月号[21] - 12月号、ISBN 978-4-08-845506-8
  2. 2016年5月25日発売[22]、『Cocohana』2016年1月号 - 4月号、ISBN 978-4-08-845584-6
    - 番外編（描きおろし）

  3. 2016年9月23日発売[23]、『Cocohana』2016年6月号 - 9月号、ISBN 978-4-08-845646-1
  4. 2017年2月24日発売[24]、『Cocohana』2016年11月号 - 2017年2月号、ISBN 978-4-08-845725-3
  5. 2017年6月23日発売[25]、『Cocohana』2017年3月号 - 6月号、ISBN 978-4-08-845780-2
    - Noペット,Noライフ[26]（『Cocohana』2017年5月号）

  6. 2017年10月25日発売[27]、『Cocohana』2017年8月号 - 11月号、ISBN 978-4-08-845844-1
    - わが家のお気に入りのものを紹介してみるコーナー（描きおろし）
    - おまけ ねこ4コマ（描きおろし）

  7. 2018年3月23日発売[28]、『Cocohana』2017年12月号 - 2018年2月号、4月号、ISBN 978-4-08-845899-1
    - 占いをしてもらった話（描きおろし）

  8. 2018年7月25日発売[29]、『Cocohana』2018年5月号 - 8月号[30]、ISBN 978-4-08-844072-9
    - 最終回 〆切中のとても良い話…（描きおろし）
- 抱きしめて ついでにキスも[31]（『Cocohana』2018年11月号[32] - 連載中、既刊14巻）
  1. 2019年3月25日発売[33][34]、『Cocohana』2018年11月号[32] - 2019年2月号、ISBN 978-4-08-844186-3
  2. 2019年7月25日発売[35]、『Cocohana』2019年4月号 - 7月号、ISBN 978-4-08-844227-3
    - 抱きしめて ついでにキスも 番外編（no.008.5）（『Cocohana』2019年8月号）

  3. 2019年12月25日発売[36]、『Cocohana』2019年9月号 - 12月号、ISBN 978-4-08-844284-6
  4. 2020年5月25日発売[37]、『Cocohana』2020年2月号 - 5月号、ISBN 978-4-08-844340-9
  5. 2020年10月23日発売[38]、『Cocohana』2020年7月号 - 10月号、ISBN 978-4-08-844410-9
    - 抱きしめて ついでにキスも 番外編 no.020.5（描きおろし）

  6. 2021年3月25日発売[39]、『Cocohana』2020年12月号 - 2021年3月号、ISBN 978-4-08-844475-8
    - 「他に好きな人ができた」って相手に言ってみて（描きおろし）
    - 気がすむまでキスされたあと..（描きおろし）
    - 指輪あげた日の夜（描きおろし）

  7. 2021年8月25日発売[40]、『Cocohana』2021年5月号 - 8月号、ISBN 978-4-08-844520-5
    - 抱きしめて ついでにキスも 番外編（描きおろし）

  8. 2022年3月25日発売[41]、『Cocohana』2021年10月号 - 2022年2月号、ISBN 978-4-08-844640-0
  9. 2022年8月25日発売[42]、『Cocohana』2022年5月号 - 8月号、ISBN 978-4-08-844675-2
    - 抱きしめて ついでにキスも 番外編 no.034.5（描きおろし）

  10. 2023年2月24日発売[43]、『Cocohana』2022年10月号 - 2023年1月号、ISBN 978-4-08-844725-4
    - 抱きしめて ついでにキスも 番外編 no.039.5（描きおろし）

  11. 2023年7月25日発売[44]、ISBN 978-4-08-844789-6
  12. 2024年1月25日発売[45]、ISBN 978-4-08-844867-1
  13. 2024年7月25日発売[46]、ISBN 978-4-08-843031-7
  14. 2025年2月25日発売[47]、ISBN 978-4-08-843111-6

### イラスト
- （タイトルなし）[48]（『Cocohana』2022年1月号別冊ふろく『ココハナ創刊10周年 ANNIVERSARY BOOK』）

### 単行本未収録作品
- BLOW YOUR MIND（『別冊マーガレットsister』2013年7月号）
- いちきゅう[49]（『別冊マーガレット』2013年8月号）
- ハニカムチャーミング（『Cocohana』2014年8月号）
- milky ミルキー（『Cocohana』2015年2月号）

## 関連人物
- 中河友里[50]、小夏[50] - アシスタント経験者。